# Масив Печерської автостради
Маси́в Пече́рської автостра́ди — житловий масив Києва. Розташований у Печерському районі. Простягається обабіч бульвару Миколи Міхновського між Либідською площею та Печерським мостом. Включає також вулиці Михайла Бойчука (частково), Джона Маккейна, Івана Павла II (частково), Німанську, Підвисоцького, вулицю і провулок Філатова, бульвар Марії Приймаченко.

## Історія
«Печерська автострада» (або просто «Автострада») — колишня назва бульвару Миколи Міхновського (до 1959 року). Основна забудова масиву здійснена у 1957—1965 роках. Переважна більшість споруд — п'ятиповерхові цегляні будинки. На цьому житловому масиві у 1958 році зведений перший в Києві крупнопанельний житловий будинок (бульвар Миколи Міхновського, 25). У 1960-і роки назва «жилмасив Печерської автостради» вийшла з ужитку.